# Moerisia gangetica
Moerisia gangetica är en nässeldjursart som beskrevs av Paul Torben Lassenius Kramp 1958. Moerisia gangetica ingår i släktet Moerisia och familjen Moerisiidae. Inga underarter finns listade i Catalogue of Life.